# وادي زم
وادي زم مدينة عربية هلالية مغربية تقع بوسط المغرب بجهة بني ملال خنيفرة بإقليم خريبكة على مساحة 75000 هكتار[بحاجة لمصدر] بين محور الدار البيضاء، بني ملال وبين محور الرباط، مراكش، بساكنة 95 267 إحصاء (2014).
ويقطنها القبائل التالية:
بني سمير: قبيلة عربية مغربية يعود نسبها إلى قريش بالتحديد بني عدي من هلال بن مرداس بن عمر بن عبدالله بن عمر بن الخطاب العدوي القرشي.
المدينة غنية بالفوسفاط، الحديد والرخام. أقيمت بها أول سكة حديدية سنة 1917 خلال اكتشاف الفوسفاط لأول مرة بالمغرب من طرف المستعمر آنذاك لتصديره إلى الخارج. لقّب الفرنسيين وادي زم بباريس الصغيرة وأقاموا بها بحيرة على شكل خريطة فرنسا ما زالت إلى يومنا هذا. لعبت المدينة دوراً كبيراً في استقلال المغرب بفضل شراسة مقاومتها.

## اسم المدينة
قصة الاسم حسب الأسطورة الشعبية، هو أنه في تلك الحقبة كان نهر واحد يوجد به أسد يخيف الناس الذين يعبرونه، وهكذا أسموه أصحاب المنطقة العرب الهلاليين «وادي زم» اسم المدينة يتكون من كلمتين: وادي: وهي كلمة عربية، زم: وهي كلمة عربية تعني الأسد.
هذا من الناحية الإسطورية أما من الناحية اللغوية فزم هي بمعنى أسكن أو كف ووادي زم بهذا المنطلق قد تعني الوادي الساكن فقد روى النبي محمد صلى الله عليه وسلم أن السيدة هاجر لما رأت عين زمزم تخرج وسط الصحراء خشيت نفاذ الماء ومنه كانت تقول للعين زم زم فقال النبي محمد صلى الله عليه وسلم أمنا هاجر لو لم تقل زم زم لشرب منه من في الأرض، أي زم زم تعني كف كف.

## الخلفية
بدأت هذه المدينة الناشئة تحمل اسم «وادي زم» منذ الحماية الفرنسية على المغرب، وقد تم اتخاذهـا كموقع استراتيجي لمقاومة منطقة تادلة والأطـلس، هذا بالإضافة إلى كونهـا نقطة للتزود مــن ماء العين (منبع للمياه، حيث نشأ في هذا المكان فيما بعد بحيرة ما زالت إلى يومنا هذا متنفسا لساكنة وادي زم) التي بني بالقرب منها ثكنــة عسـكريـة قرب كدية «الزردة»، وقد تم استبدال العيــن بتدشين بحيرة بغية الضغط على القبائل الرافضة للتواجد الفرنسي ومن ضمنها قبائل السماعلة بني سمير، وبني خيران. وفي سنة 1917 م أنشأ الفرنسيون السكة الحديدية لنقل مخزون المدينة من الفوسفاط بعد أن تم اكتشافه إلى مدينة الدار البيضاء، وفي سنة 1924 تم وضع أول تصميم معماري للمدينة بمواصفات أوربية، وبهذا تكونت النواة الأولى للمدينة التي بدأت تعرف هجرة من المناطق المجاورة لها، بل من جميع أنحاء المغرب. وبهذا بدأت معالم المعمار تبرز في المدينة التي تشكلت في أحياء هي أشهرها آنذاك:
- الهرية: ظهر هذا الحي كمحيط اقتصادي واجتماعي، حيث تم تشييده سوقا للحبوب القادمة من قبائل المنطقة، وكان هذا السوق يقام مرتين في الأسبوع.
- الحي الشعبي: كان يسكنه أهل قبائل بني سمير والسماعلة وبني خيران، وبنى فيه المستعمر مدرسة تسمى «مدرسة النجاح».
- حي الأقواس: ويسكنه قواد الدائرة، وبنيت به مدرسة لفائدة أبنائها كانت تسمى مدرسة الفتح، واتخذت فيما بعد اسم: «إعدادية عمر بن الخطاب».
- الحي الأوربي: كان مخصصا للجالية الفرنسية من أسر الأطر العسكرية والمدنية، بنيت به كنيسة يهودية ومدرسة لأبناء هذه الفئة تسمى حاليا «مدرسة شوقي»

أصبحت المدينة مخزنا للأسلحة والوقود وأصبح حكمها يمتد إلى مولاي بوعزة والبروج وأولاد زيدوح، وبدأت تكبر بتوسع عمرانها وتكبر معها المرافق الاجتماعية والاقتصادية حيث أسس المستشفى العسكري وكذا المدني، كما أسست بها مجموعة من الشركات كشركة المشروبات والتبغ والتعاونية الفلاحية، وعدد من المراكز لحماية المصالح الفرنسية كالدرك والشرطة والقباضة والأشغال العمومية.
بهذا النمو بدأت تظهر معالم مدينة ناشئة، وتزايد نموها قبل الاستقلال بفعل الهجرة المتنوعة الأصول لها، ولقد لعبت مناجم الفوسفاط دوراً أساسيا في جلب السكان للمدينـة والإقليم معا مما ساهم إلى حدود 1982 في نمو مضاعف وصل إلى نسبة 2.5 في المائة وهي نسبة تفوق نسبة
النمو الوطني للمدن الأخرى.

## ثورة وادي زم 20 أغسطس من سنة 1955
غداة استقلال المغرب سنة 1956، كانت تلقب بمدينة الثورة والشهداء، يفتخر أبناء ثوارها بثورة وادي زم 20 أغسطس من سنة 1955، هذه الثورة التي اعتبرها المستعمر الفرنسي بمثابة اهتمام في حق الفرنسيين، الذين كانوا آنذاك يستقرون بكثرة بوادي زم خاصة من كبار الشخصيات الفرنسية، وكانوا يلقبون وادي زم بباريس الصغيرة. وكانت نقطة تحول كبيرة في تاريخ هذه المدينة. ففي يوم السبت 20 أغسطس من سنة 1955، كان كل شيء هادئا بوادي زم، عكس أبي الجعد، مما أدى إلى طلب تعزيزات إليها من وادي زم وقصبة تادلة، كما ورد في تصريح للمقيم العام جيلبير كراندفال في مذكرات «مهمتي بالمغرب»: «الأحداث اندلعت في أبي الجعد في الثامنة صباحا من يوم 20 أغسطس، وأخمدت بعد فترة وجيزة، وانتفاضة المدينة المجاورة اندلعت في الساعة الثامنة والنصف وفي هذا التوقيت نفسه تحركت قبائل السماعلة على متن شاحنات وخيول في اتجاه المدينة، فاعترضهم عند مدخلها الشمالي مساعد المراقب المدني «كاريول» فأرغم سائق الشاحنة الأمامية على التوقف بإطلاق النار، آنذاك اشتدت إثارة المتحمسين فاندفعوا دفعة واحدة لقي خلالها حتفه، ومع حلول الساعة التاسعة صباحا سيطرت قبائل السماعلة وبني سمير وبني خيران على المدينة وتم تحطيم محطة القطار. هذه الوضعية شجعت سكان مناطق السماعلة وبني سمير وبني خيران على التجمع في وادي زم على الرغم من محاولات الفرنسيين منع حدوث ذلك. في زنقة سوق الاثنين، المسؤول الأعلى الفرنسي أعطى الأوامر لاستعمال الأسلحة وقتل كل متظاهر، العديد من السكان استشهدوا في اهتمام للقوات الفرنسية».

## أحياء المدينة
أما في الوقت الحالي فأحياء المدينة هي كالتالي:
- حي الحسنية: هو الحي الذي يطل على شارع محمد الخامس (المعروف محليا بطريق الدار البيضاء) ويتركز به الأغنياء نسبيّا لأنه مكوّن من فيلات
- حي المسيرة: موجود قرب حي الحسنية مكون من بناء عشوائي كما أنه يضم كثافة سكانية مرتفعة
- حي الوحدة: حي متواجد قرب ثانوية ابن طفيل التأهيلية
- حي المقاومة: وهي الحي الشعبي السكني ويضم دائرة للشرطة قرب السوق الإسبوعي وثانوية المقاومة التاهيلية ومسجد بدر.
- حي الحرشة: متاخم لحي المقاومة وهو على غرار حي المسيرة
- حي السكيكيمة: متاخم لحي الحرشة والمقاومة (تجزئة 20 غشت)
- حي لابيطا: على غرار حي الوحدو
- الحي الإداري: قرب الثانوية التأهيلية الحسن الثاني والمعهد العالي للتكنولوجيا التطبيقية
- حي التكنة: قرب بحير وادي زم ويتمركز به العسكريون والعسكريون القدامى وعائلاتهم
- حي الهرية عرف بهذا الاسم لأنه يضم محطة للتنقل بين المدينة والقرى المحيطة بها
- حي دار الضو علم بهذا الاسم لأن به مزود المدينة للكهرباء
- حي دالاس قديما كان سكان هذا الحي يشاهدون فيم ميكسيكي فسمي الحي باسم مسلسل دالاس
- حي المصلى به المصلى لصلاة العيدين
- حي المكتب الشريف للفسفاط
- درب العفو
- حي الزيدانية
- حي الأمان
- حي القريعة
- كما هنالك زنقة الحدادة وسوق الإثنين ولاد عمير... وكثير من التجزئات السكنية الحديثة كتجزئة الشباب المقابلة للهرية.

## مناخ مدينة وادي زم
شبه قاري يتسم بالرطوبة من شهر أكتوبر إلى أبريل وجاف من شهر ماي إلى شتنبر ومقياس الأمطار إلى حوالي 400 مم سنويا ومتوسط الحرارة 18 درجة أما الرياح في المنطقة ضعيفة تهب من الشمال في فصل الصيف ومن الشمال والشمال الشرقي في الفصول الرطبة.

## الرياضة
لدى مدينة وادي زم فريق لكرة القدم يلعب بالقسم الأول الاحترافي كما أن الفريق من أقدم الفرق الوطنية بحيث أن إنشاؤه تم سنة 1927 بواسطة الفرنسيين وسُمي بهذا الاسم لأنه أول فريق مغربي وإن لم نقل عربي يلعب مع فريق أوروبي إلا وهي سريع فيينا لذى سمي بنادي سريع وادي زم.

## المواصلات
لا تتوفر مدينة وادي زم على حافلات للنقل الحضري ولكن نجد طاكسيات باللون الأزرق وثمنها محدد في 8 دراهم و 10 درهم لبعض المناطق البعيدة كدار الضو مثلا.
و نجد الطاكسيات تغطي المدينة مع القرى القريبة منها والمدن القريبة كخريبكة بني ملال والفقيه بن صالح والدار البيضاء وسطات وبرشيد
أما عن محطة الحافلات فتتواجد بساحة الشهداء
بالنسبة لخط السكة الحديدة فقد كانت المدينة الأولى بالمغرب التي أنشأ بها لأن المستعمر آنذاك 1917 كان يستعملها لنقل الفوسفاط وتوجد 3 رحلات تصل لوادي زم وتربطه مع خريبكة سطات برشيد الدار البيضاء الرباط سلا القنيطرة.

## شبكة الإنترنت
تتوفر وادي زم على تغطية شبكة الإنترنت مرضية نوعا ما فشبكة الجيل الرابع يوفرها الموزعان اتصالات المغرب وأورنج المغرب وحتى أنوي.

## القطاع الصحي
تتوفر المدينة على مستشفى محلي مستشفى محمد الخامس وبعض المستوصفات

## القطاع التعليمي
تتوفر المدينة على

### الثانويات
- ثانوية ابن طفيل
- ثانوية المختار السوسي
- ثانوية المقاومة
- ثانوية الحسن الثاني
- المركب التربوي الجزيرة
- مؤسسة روافد
- ثانوية عمر بن الخطاب

### الإعداديات
- إعدادية وادي الذهب
- إعدادية عمر بن الخطاب
- إعدادية سيدي عبد العزيز
- إعدادية الشهيد صالح الورداني
- إعدادية خاصها إعدادية
- اعدادية الحسن تاني

### المدارس الابتدائية.
- مدرسة وادي المخازن
- مدرسة المنار
- مدرسة شوقي
- مدرسة السعدية
- مدرسة ابن بسام
- مدرسة النجاح
- مدرسة الشهيد بن داود
- مدرسة علال بن عبد الله
- مدرسة مولاي الحسن
- مدرسة ابن زيدون
- مدرسة ابن حبوس
- مدرسة 20 غشت
- مدرسة عبد العزيز الفشتالي
- مدرسة أسماء بنت أبي بكر

### المعاهد
- المعهد المتخصص للتكنولوجيا التطبيقية للحاصلين على شهادة الباكلوريا مستوى تقني متخصص أو من أتم السنة الثانية بكالوريا مستوى تقني
- مركز التكوين المهني للحاصلين على شهادة الثالثة إعدادي
- مركز تابع للمعد المتخصص للتكنولوجيا التطبيقية للحاصلين على الشهادة الابتدائية.
- وبعض المعاهد الخاصة للحلاقة والمعلوميات وغيرهما

## سكان
إحصائيات 2014 لساكنة دائرة وادي زم هي 160544 نسمة:
- وادي زم (البلدية): 95267
- آيت عمار: 4260
- بني سمير 1 :6241
- بني سمير 2 : 7435
- بني سمير 3 : 9194
- لكناديز: 7227
- لمعادنة: 6227
- أولاد عيسى: 5845
- أولاد بوغادي: 8648
- أولاد فنان: 7575
- أولاد فتاتة: 2625